# Jericho (televisieserie)
Jericho is een Amerikaanse sciencefiction televisieserie over een gelijknamig stadje in Kansas, Amerika dat een nucleaire explosie waarneemt waarvan men vermoedt dat dit in Denver is. Later wordt bekend dat Denver niet de enige getroffen stad is.
De serie draait vooral om de families van burgemeesterszoon Jake Green, mysterieuze vreemdeling Robert Hawkins en de andere inwoners van Jericho. Zij moeten samen improviseren om te overleven, volledig op zichzelf aangewezen in een postapocalyptische samenleving (zonder overheid of openbare voorzieningen). Ondertussen proberen ze het mysterie op te lossen wie er verantwoordelijk was voor de nucleaire aanvallen. Terwijl er een nieuw, totalitair regime opstaat dat steeds meer macht vergaart, vinden Hawkins en Green de bewijzen dat de nucleaire aanval een staatsgreep was door krachten binnen de Amerikaanse overheid zelf. Daardoor escaleert de situatie tot de "Tweede Amerikaanse Burgeroorlog", deze keer niet Zuid tegen Noord, maar Oost tegen West.
Hoewel de makers vertrouwen hadden in een tweede seizoen, annuleerde CBS de reeks in mei 2007. Maar dankzij een internet-campagne die door vele fans van Jericho gevoerd werd, heeft het bedrijf CBS op 6 juni 2007 besloten om de serie nog een kans te geven en heeft 7 afleveringen besteld. De kijkcijfers hiervan zouden de toekomst van Jericho uitmaken. Op 12 februari 2008 werd de eerste aflevering van het tweede seizoen uitgezonden.
De kijkcijfers waren tijdens de extra afleveringen nog niet voldoende, want op 25 maart zond CBS de slotaflevering van Jericho uit, waarmee een definitief einde kwam aan de serie.
In Vlaanderen werd Jericho in de zomer van 2007 uitgezonden door VT4. Van 19 mei tot 25 augustus 2008 is de serie in Nederland uitgezonden door Veronica.

## Personages
- Michael Gaston als Gray Anderson
- Alicia Coppola als Mimi Clark
- Kenneth Mitchell als Eric Green
- Pamela Reed als Gail Green
- Skeet Ulrich als Jake Green
- Gerald McRaney als Johnston Green
- Lennie James als Robert Hawkins
- Sprague Grayden als Heather Lisinski
- Shoshannah Stern als Bonnie Richmond
- Brad Beyer als Stanley Richmond
- Ashley Scott als Emily Sullivan
- Erik Knudsen als Dale Turner
- Darby Stanchfield als April Green
- D.B. Sweeney als John Goetz
- Candace Bailey als Skylar Stevens

## Verwijzingen
1. ↑  New Jericho, Old Christine Top CBS' Strike Schedule, TVGuide.com
2. ↑  Jericho Series Finale Preview, TVGuide.com